# Ernesto Baffa
Ernesto Baffa (Rosario, 20 d'agost de 1932-Buenos Aires, 11 d'abril de 2016) va ser un bandoneonista, director d'orquestra i compositor argentí, considerat una important figura vinculat a la música de tango. En 1985 va rebre el Diploma al Mèrit dels Premis Konex en la disciplina Conjunt de Tango / Tango d'Avantguarda, al costat del seu company Osvaldo Berlingieri pel seu duo Bafffa - Berlingieri, després d'una trajectòria que va començar en 1967 creant clàssics del tango com a Ritual, Chumbicha, Boulevard i BB.

## Biografia
Era fill d'un paleta que havia emigrat des de Cosenza, Itàlia. Des de nen va estudiar música i va tenir professors com Francisco Sesta i Marcos Madrigal. Va debutar en l'orquestra d'Héctor Stamponi en 1948 i en 1953 va ingressar en la d'Horacio Salgán substituint com a primer bandoneonista a Leopoldo Federico
El seu excel·lent so i el seu domini de l'instrument van quedar expressats totalment en molts dels solos que va realitzar amb aquesta agrupació: “Responso”, “Entre tango y tango” i la milonga “Homenaje”. En 1959, va passar a l'orquestra d'Aníbal Troilo, en la qual va romandre gairebé 15 anys.
Ernesto Baffa va morir el dilluns 11 d'abril de 2016 a causa de causa naturals. En els últims anys es trobava molt feble i el seu quadre s'havia agreujat després d'una caiguda que li va produir la fractura del seu maluc i no podia ser operat. Va romandre internat durant dos mesos i mig en una clínica de Buenos Aires.

## Discografia[calcitació]
- 1968: "Goyeneche" - Juntament amb Roberto Goyeneche i Osvaldo Berlingieri - RCA CAMDEN
- ????: "Melodía de arrabal" - Juntament amb Roberto Goyeneche i Osvaldo Berlingieri - RCA CAMDEN
- ????: "3 Para el Tango" - Juntament amb Roberto Goyeneche i Osvaldo Berlingieri - RCA VICTOR
- ????: "Baffa-Berlingieri y su Orquesta Típica con Carlos Paiva" - Juntament amb Carlos Paiva i Osvaldo Berlingieri - RCA CAMDEN
- ????: "For Export! - Juntament amb Osvaldo Berlingieri - RCA VICTOR
- ????: "Las Grandes Creaciones" - Juntament amb Osvaldo Berlingieri - RCA VICTOR
- ????: "Ciudad Dormida" - Juntament amb Osvaldo Berlingieri - RCA VICTOR
- ????: "Roberto Rufino / Baffa-Berlingieri" - Juntament amb Roberto Rufino i Osvaldo Berlingieri - RCA CAMDEN
- ????: "Para la muchachada" - RCA VICTOR
- 1976: "A Don Julio De Caro" - Juntament amb Tito Reyes - PHONOGRAM
- 1976: "Orgullo tradicional" - POLYDOR
- 1978: "En Estereo" - Juntament amb Osvaldo Berlingieri - RCA VICTOR
- 1978: "Señero" - MICROFON ARGENTINA S.A.
- 1979: "Color de tango" - MICROFON ARGENTINA S.A.
- 1980: "Tango sin edad" - MICROFON ARGENTINA S.A.
- 1981: "Baffa - Berlingieri y su Orquesta Típica" - Juntament amb Osvaldo Berlingieri - RCA VICTOR
- 1982: "Con La Precisa" - POLYGRAM DISCOS S.A.
- 1984: "Cuarteto 2 x 4" - Juntament amb Ubaldo De Lio - CBS
- 1984: "Buenos Aires hoy" - POLYDOR
- 1985: "Te quiero bandoneón" - POLYGRAM DISCOS S.A.
- ????: "Bien acompañado"
- ????: "Bandoneón para siempre" - POLYDOR
- ????: "A paso firme" - POLYDOR
- ????: "A nivel porteño" - POLYDOR
- ????: "Mato y voy" - POLYDOR
- 1991: "Con todo mi corazón" - DISCOS ALMALI S.R.L.
- 1992: "Al Amigo Daniel Scioli" - DISCOS ALMALI S.R.L.
- 1996: "Ernesto Baffa" - DISCOS MELOPEA
- 1996: "Calavereando" - MUSICA & MARKETING S.A.
- 1997: "Maestros del Tango" - Juntament amb Osvaldo Berlingieri - BMG ARIOLA ARGENTINA S.A.
- ????: "Ernesto Baffa y su gran orquesta" - MUSICA & MARKETING S.A.
- 2003: "Dos al corazón" - Juntament amb Ubaldo De Lio - DISTRIBUIDORA BELGRANO NORTE
- 2006: "Baffa de Buenos Aires" - PHANTOM
- 2008: "Todo corazón" - DISTRIBUIDORA BELGRANO NORTE
- 2009: "Buen Amigo" - DISTRIBUIDORA BELGRANO NORTE
- 2011: "Cadeneando las palabras" - Juntament amb Tito Reyes - DISTRIBUIDORA BELGRANO NORTE
- 2012: "Pa´Que Aprenda El Caprichoso!..." - DISCOS MELOPEA